# بندی‌گردنان
بندی‌گردنان (Arthrodira) راسته‌ای از ماهیان آرواره‌دار زره‌پوش از رده پَلمه‌پوستان Placodermi بود که در دوران دوونین زندگی می‌کرد. بندی‌گردنان حدود ۵۰ میلیون سال زنده بودند و در بیشتر محیط‌های دریایی سکونت داشتند و از مهم‌ترین و موفق‌ترین مهره‌داران دوره دونین بودند؛ طول کوچک‌ترین گونه‌های آن‌ها حدود ۱۵ سانتی‌متر و بزرگ‌ترین گونه‌ها حدود ۶ متر بود همهٔ بندی گردنان در جریان رویداد انقراض دونین پسین از میان رفتند و گروه‌های دیگری از ماهیان از جمله کوسه‌ها جایگزین این جانوران شدند.

## ویژگی‌ها
بندی‌گردنان بین زره‌های اطراف سر و بدن خود مفصل‌هایی قابل حرکت داشتند. دهان آن‌ها حالتی جالب داشت زیرا زمانی که آرواره پایین آن‌ها به سوی پایین باز می‌شد سپر قسمت سر آن‌ها نیز حرکت می‌کرد و دهان بازشده بزرگی تشکیل می‌شد. آن‌ها مانند بقیه پلمه‌پوستان دندان‌های مشخصی نداشتند و از لبه‌های تیز لاک استخوانی خود برای گاز زدن استفاده می‌کردند. حدقه چشم آن‌ها توسط حلقه‌ای استخوانی محافظت می‌شد که این امر در پرندگان و برخی از ایکتیوسورها نیز دیده می‌شود.